# Спасителят в ръжта
„Спасителят в ръжта“ (на английски: The Catcher in the Rye) е роман от американския писател Джеръм Дейвид Селинджър, една от най-известните му творби. Публикувана за първи път на 16 юли 1951 г., книгата се превръща в една от най-заклеймяваните в историята на САЩ. Дори през 21 век тя все още предизвиква противоречия заради езика, който ползва, либералните разбирания, сексуалната освободеност и нежеланието на 16- и 17-годишните да се съобразяват и живеят с общоприетите норми на обществото. Въпреки че е отпечатана като книга за възрастни читатели, в днешно време тя е част от задължителната учебна литература, изучавана в училищата във всички англоезични страни. Преведена е на почти всички основни езици.
Романът попада в списъка на стоте най-добри книги, публикувани в периода 1923 – 2005, съставен от списание Тайм. Заема 64 място в анкетата за стоте най-добри англоезични романи на ХХ век, проведена от издателство „Модърн Лайбръри“.
Главният герой на книгата, Холдън Колфийлд, се превръща в икона на тийнейджърското бунтарство. Написан в първо лице, романът описва няколко дни от живота на героя, прекарани в Ню Йорк, след напускането му на училище малко преди Коледа. Книгата е изпълнена с философски разсъждения за живота и смъртта и на места може да се възприеме като песимистична.

## Сюжет
Повествованието в романа се води от шестнадесетгодишния Холдън Колфийлд, който към момента на разказа си се лекува в психиатрична болница. Той разказва за събитията, сполетели го миналата зима. Разказът започва от един съботен следобед, в който се състои футболен мач между „Пенси“, частното училище, посещавано от Холдън, и конкурентното „Саксън Хол“. За разлика от своите връстници, които са по трибуните, той наблюдава мача от близкия хълм. Причината се корени в една случка, станала по-рано през същия ден. Холдън става причина отборът по фехтовка на Пенси да пропусне състезание в Ню Йорк. Той забравя екипировката на отбора, поверена му като капитан, в метрото. Така целият отбор се връща със закъснение от града. Холдън има и друга причина да не бъде на мача. Той отива в дома на своя учител по история г-н Спенсър, за да си вземе довиждане. Бил е изключен поради лоши резултати. Спенсър е добронамерен, но досаден старец. Той прочита на глас написаното от своя ученик на изпита му по история, което съдържа и бележка към него самия.
След като напуска дома на учителя си по история, Холдън се връща в общежитието си. То е тихо и спокойно, защото повечето от учениците са все още на футболния мач. Носейки върху главата си нова червена ловна шапка, която е купил тази сутрин от Ню Йорк, той започва да препрочита една от книгите си, но това не продължава дълго. На първо време е обезпокоен от съседа си по стая Акли, а по-късно влиза в конфликт със съквартиранта си Стадлър, който не остава доволен от темата на съчинението, което по-рано е помолил Холдън да напише за него. Женкар по нрав, Стадлър току-що се връща от среща с момиче на име Джейн Галахър, която се оказва стара приятелка на Холдън. Той, подозирайки, че Стадлър се е възползвал сексуално от Джейн, стига до физическа разправа със съквартиранта си. Стадлър надделява лесно в борбата. Холдън решава, че не може да издържи повече време в Пенси и хваща влака за Ню Йорк. Там той планира да остане в хотел до сряда, когато родителите му очакват да се върне у дома за коледната ваканция.
Холдън се настанява в хотел „Едмънт“. Наблюдавайки поведението на „извратените типове“ в отсрещната хотелска стая, той се бори със собствената си сексуалност. Както сам заявява, въпреки че е имал възможности да загуби девствеността си, той винаги се е държал почтително, когато едно момиче каже „не“. Холдън решава да слезе във фоайето на хотела, където впоследствие се запознава с три около тридесетгодишни жени от Сиатъл. Той прекарва нощта танцувайки с тях, но накрая всичко свършва единствено с плащането на цялата сметка от негова страна. След необещаващо посещение в нощния клуб на Ърни в Гринуич Вилидж, Холдън решава да повика проститутка в хотелската си стая. Първоначално нахъсан и самоуверен, неговото отношението към момичето се променя. Тя изглежда почти на същата възраст като него. Той се опитва да завърже разговор с нея и да я опознае като личност. Холдън започва да се чувства неловко в създалата се ситуация. Той увещава момичето, че всичко, което иска, е да поразговарят, при което тя напуска стаята му. Въпреки че той ѝ плаща предварително уговореното, тя се връща със своя сводник, който му иска повече пари. Сводникът взима още пет долара от портфейла на Холдън, но въпреки това го удря в стомаха.
На сутринта Холдън се обажда на Сали Хейс, негова позната, с която си уговаря среща следобед, за да гледат театрална постановка. Холдън напуска хотела, оставя си багажа на централната гара и отива да закуси наблизо. Среща се с две монахини, едната учителка по английски език, с която обсъжда „Ромео и Жулиета“. След срещата си с монахините на Холдън му остава доста време до уговорката със Сали. Ето защо той решава да пообиколи магазините, търсейки специална плоча за малката си сестра Фийби – Малката Шърли Бийнс. По пътя си забелязва малко момче, което си припява „Когато някой някого улови в цъфналата ръж" (детска песен върху текста на „В цъфналата ръж“ от Робърт Бърнс). Това го кара да се почувства по-ведро. Постановката, която гледат със Сали, е с участието на звездите на Бродуей Алфред Лънт и Лин Фонтейн. След края ѝ Холдън и Сали решават да отидат на кънки в Рейдио Сити Мюзик Хол. След като се пързалят известно време на леда, отиват на бара. Тогава Ходън импулсивно кани Сали да избяга с него надалеч. Тя категорично отхвърля подобна идея, което крайно разваля настроението на Холдън. Всичко приключва със скандал между двамата. Той си тръгва от бара, оставяйки я разплакана. За да запълни времето си, Холдън си уговаря среща с Карл Люс, стар негов познат от престоя му в хутънското училище. Тъй като има доста време до часа на уговорката, той отива на кино, съжалявайки впоследсвие за решението си и едва изтърпявайки филма. После се отправя към „Уикър бар“ в хотел „Сетън“, където е срещата му с Люс. През цялото време, прекарано в бара, Холдън непрекъснато се налива с алкохол. След кратката си среща с Люс той остава в бара до един през нощта. Тогава, вече почти мъртво пиян, се довлича до една телефонна кабина и позвънява на Сали Хейс. Минавайки през тоалетната след това, Холдън си тръгва от „Уикър бар“. Решава най-накрая да си даде отговор на един въпрос, който предходно засяга неколкократно в разказа си – какво се случва с патиците от Сентръл Парк през зимата? Не открива обаче никакви патици и след като известно време размишлява, провокиран от огромния студ, за това какво би станало, ако се разболее от пневмония и умре, той се отправя към родния дом.
Успява да се добере безпроблемно до апартамента на родителите си, докато те са навън, за да види по-малката си сестра Фийби, с която е доста близък. Холдън споделя с нея налудничава си мечта за това какъв иска да стане в бъдеще – „Спасителят в ръжта" (основаваща се на подочутата по-рано от него песен на малкото момче от улицата). Както сам се изразява:
 „Все си представям малки дечица да си играят на някаква игра в една голяма ръжена нива... А аз стоя на ръба на някаква шеметна пропаст. И каква ми е работата? Да спасявам всяко дете, което тръгне към пропастта."
В този контекст падането от пропастта може да се приеме като символ на загубата на детската чистота и невинност.
Когато родителите му се връщат у дома, Холдън се изплъзва навън и отива в дома на бившия си учител по английски език г-н Антолини, на когото предварително позвънява. Учителят му предлага подслон за нощта, като преди сън двамата провеждат съдържателен разговор. Антолини казва на Холдън, че е мярка за зрялост да работиш смирено за дадена кауза в живота, вместо да го погубваш в името на такава. Разсъждавайки за живота, той досипва постоянно чашата си с уиски. Малко след като заспива, Холдън се събужда от нещо необичайно – г-н Антолини се е надвесил над него и го гали по главата. Това силно смущава Холдън и той бързо се изнизва навън.
Разхождайки се сам по улиците, Холдън изпада в дълбоки размишления. Взима решение да замине на запад, където да работи в някоя бензиностанция. Смята да се преструва на глухоням, за да избегне безсмислените разговори с хората, и да заживее в колиба близо до някоя гора. Единственото, което смята да направи, преди да осъществи плановете си, е да се сбогува с малката Фийби. Когато ѝ разкрива намеренията си, тя иска да замине с него. Холдън се противопоставя, което разстройва Фийби. Това го кара в крайна сметка да остане. Той се опитва да я развесели, като я води в зоологическата градина. Там, наблюдавайки я как се вози на една от въртележките, той се чувства изпълнен с щастие и радост.
В края на романа Холдън споделя, че би могъл да разкаже за по-нататъшните си преживяванията, но това не го вълнува особено. Той лежи в психиатрична болница, като му предстои наесен да постъпи в ново училище. Като заключение той споделя, че му е мъчно за всички герои на своя разказ и отправя послание към читателите:
 „Не разказвайте никому нищо. Разкажете ли, ще ви стане мъчно за всички." 

## Връзки с други творби на автора
Различни по-стари разкази на Селинджър включват герои, подобни на тези в „Спасителят в ръжта“. Докато е в Колумбийския университет, Селинджър пише разказ, наречен „The Young Folks“, като една от героините в него е прототип на Сали Хейс. През ноември 1941 Селинджър продава разказа си „Slight Rebellion off Madison“, който включва образа на Холдън Колфийлд на „Ню Йоркър“, но той бива публикуван едва на 21 декември 1946, поради Втората световна война. Разказът „I'm Crazy“, който е публикуван на 22 декември 1945, включва част, изолзвана по-късно в „Спасителят в ръжта“. Ръкопис от деветдесет страници за Холдън Колфийлд е бил предвиден за печат през 1946 от „Ню Йоркър“, но по-късно бива оттеглен от автора.